# 1-я Нижняя улица (Ломоносов)
1-я Ни́жняя улица — улица в городе Ломоносове Петродворцового района Санкт-Петербурга. Проходит от улицы Ломоносова до Петербургской улицы.
Название появилось в конце XVIII века и связано с тем, что улица проходила параллельно Главной улице (ныне Дворцовый проспект) ниже её к морю.
27 февраля 1869 года улице было присвоено название Нижняя (без порядкового номера), но фактически наименование осталось прежним. Бывшая 2-я Нижняя улица ныне называется улицей Рубакина.

## Застройка
- Дом 9 — жилой дом (середина XIX века; выявленный объект культурного наследия[2])

## Перекрёстки
- Кронштадтская улица
- Петербургская улица